# Annick Wibben
Annick T.R. Wibben, född 26 maj 1975 i Hamburg, Tyskland, är professor vid Försvarshögskolans institution för säkerhet, strategi och ledarskap i Stockoholm, Sverige.
Hon utsågs 2019 till Försvarshögskolans första Anna Lindh-professor i genus, fred och säkerhet .
Wibben var tidigare professor i statsvetenskap och internationella relationer vid University of San Francisco, USA (2005-2019). Därförinnan har hon bland annat varit verksam som forskare och lärare vid the Watson Institute for International Studies vid Brown University, och har även verkat vid Bryant University, Wellesley College samt Hamburgs universitet .
Hennes forskningsspecialisering är inom genus, feministiska säkerhetsstudier, internationella relationer, kritiska militärstudier, och fredsstudier. Hennes första bok, Feminist Security Studies: A Narrative Approach (Routledge 2011) har haft stor inverkan på etableringen av forskningsfältet feministiska studier av internationella relationer.